# Aeropuerto Clorinda
El Aeropuerto de Clorinda (IATA: CLX - OACI: SATC) fue un aeropuerto argentino que dio servicio a la ciudad de Clorinda, Formosa.
El 10 de marzo de 2009, fue cerrado definitivamente. Las tierras fueron compradas a la Fuerza Aérea por la Municipalidad de Clorinda para construir un parque.